# Leptodontiella apiculata
Leptodontiella apiculata är en bladmossart som beskrevs av Robert Zander och Eberhard Heinz Hegewald 1976. Leptodontiella apiculata ingår i släktet Leptodontiella och familjen Pottiaceae. Inga underarter finns listade i Catalogue of Life.